# Yoritsune Matsudaira
Yoritsune Matsudaira (jap. 松平 頼則 Matsudaira Yoritsune; ur. 5 maja 1907 w Tokio, zm. 30 października 2001 tamże) – japoński kompozytor.

## Życiorys
Studiował literaturę francuską na Uniwersytecie Keiō, w czasie studiów zdecydował się jednak poświęcić muzyce. Jego nauczycielami byli Kōsuke Komatsu i Aleksandr Czeriepnin. W swoich utworach łączył neoklasyczną stylistykę inspirowaną twórczością XX-wiecznych kompozytorów francuskich z elementami tradycyjnej japońskiej muzyki dworskiej (gagaku). Był przewodniczącym stowarzyszenia Nihon Gendai Sakkyokuka Renmei (Liga Współczesnych Kompozytorów Japońskich), zrzeszającego japońskich kompozytorów muzyki współczesnej. Po 1945 roku eksperymentował z dodekafonią i serializmem. Tworzył utwory orkiestrowe i kameralne, przeznaczone głównie na fortepian (m.in. Theme and Variations na fortepian i orkiestrę, 1951 i Rhapsody on a Gagaku Theme, 1983), a także muzykę wokalną (Kashin na głosy żeńskie i orkiestrę, 1969). Otrzymał nagrodę na festiwalu Międzynarodowego Towarzystwa Muzyki Współczesnej w 1952 roku.
Jego syn, Yoriaki Matsudaira (ur. 1931), także jest kompozytorem.
Obaj kompozytorzy (Yoritsune i Yoriaki) pochodzą z dwóch historycznie największych i najsilniejszych klanów rodzinnych Japonii: 
- z klanu Matsudaira – gałęzi spokrewnionego z nim rodu Tokugawa, który stworzył dynastię siogunów rządzących Japonią w okresie Edo (1603–1868);
- z klanu Fujiwara – rodu, który posiadał faktyczną władzę nad krajem jako regenci (sesshō i kampaku), doradcy cesarza, pierwsi ministrowie, od VII do XII wieku w okresie Heian. Swój cel osiągali poprzez wżenianie swoich córek w rodzinę cesarską i strzegąc, aby synowie żon rodu Fujiwara zostawali cesarzami[3].